# イルクーツクエネルゴ
イルクーツクエネルゴ（ロシア語: Иркутскэнерго、ラテン文字表記の例：Irkutskenergo）は、ロシアの電力会社。英語版では、イルクーツクエネルギー。ロシアの独占的電力ホールディング会社統一エネルギーシステムの傘下にある。
主にバイカル湖、アンガラ川沿いのイルクーツク、ブラーツク及びウスチイルミスクに水力発電施設を持つ。また、この他に9つの火力発電所と高圧送電ネットワーク会社及び標準送電ネットワーク会社を傘下に持つ。
カザフスタン、モンゴルなどへも電力を供給している。
イルクーツクエネルゴの株式の内、40パーセントがロシア連邦政府の所有である。株式は、RTSとMICEX証券取引所で取引が行われている。
1998年丸紅との間に熱併給発電所燃料転換計画を進める協定書を交わしている。